# Tornei di tennis femminili nel 1916
Prima della nascita del WTA Tour, ossia l'apertura alle tenniste professioniste dei tornei che prima di quell'anno erano riservati alle tenniste dilettanti, tutti gli eventi più importanti erano amatoriali, tra questi c'erano i tornei del Grande Slam. A causa della prima guerra mondiale la maggior parte dei tornei furono cancellati, gli altri si disputarono lontano 
dagli scenari bellici: tra questi c'era lo U.S. National Championships unico torneo dello Slam disputato durante la guerra.

## Gennaio
Nessun evento

## Febbraio
Nessun evento

## Marzo
Nessun evento

## Aprile
Nessun evento

## Maggio
| Settimana | Torneo                                                                            | Vincitore                                                 | Finalista                    | Semifinalisti | Eliminati ai quarti |
| --------- | --------------------------------------------------------------------------------- | --------------------------------------------------------- | ---------------------------- | ------------- | ------------------- |
| 15 maggio | Metropolitan Grass Court Championships 1916 New York, USA Erba Singolare - Doppio | Molla Bjurstedt 6-2 6-0                                   | Martha Guthrie               |               |                     |
| 15 maggio | Metropolitan Grass Court Championships 1916 New York, USA Erba Singolare - Doppio | Emily Weaver Theresa Wood 6-1 4-6 6-4                     | Molla Bjurstedt Marie Wagner |               |                     |
| 15 maggio | Metropolitan Grass Court Championships 1916 New York, USA Erba Singolare - Doppio | Doppio misto: Molla Bjurstedt Theodore Pell 10-12 6-4 6-4 | Emily Weaver Charles Bull    |               |                     |

## Giugno
| Settimana | Torneo                                                                   | Vincitore                                     | Finalista                  | Semifinalisti | Eliminati ai quarti |
| --------- | ------------------------------------------------------------------------ | --------------------------------------------- | -------------------------- | ------------- | ------------------- |
| 12 giugno | U.S. National Championships 1916 Filadelfia, USA Erba Singolare - Doppio | Molla Bjurstedt 6-0, 6-1                      | Louise Hammond             |               |                     |
| 12 giugno | U.S. National Championships 1916 Filadelfia, USA Erba Singolare - Doppio | Molla Bjurstedt Eleonora Sears 4-6, 6-2, 10-8 | Louise Raymond Edna Wildey |               |                     |

## Luglio
Nessun evento

## Agosto
Nessun evento

## Settembre
Nessun evento

## Ottobre
Nessun evento

## Novembre
Nessun evento

## Dicembre
Nessun evento

## Senza data
| Settimana | Torneo                                               | Vincitore     | Finalista                 | Semifinalisti | Eliminati ai quarti |
| --------- | ---------------------------------------------------- | ------------- | ------------------------- | ------------- | ------------------- |
|           | Indian Championships 1916 , India Singolare - Doppio | Irene Peacock | non conosciuta (bandiera) |               |                     |
|           | Indian Championships 1916 , India Singolare - Doppio |               |                           |               |                     |